# César Obando
César Obando   (Tegucigalpa, 26 d'octubre de 1969) és un exfutbolista hondureny de la dècada de 1990.
Fou 33 cops internacional amb la selecció d'Hondures.
Pel que fa a clubs, destacà a FC Motagua, C.D. Victoria i Real C.D. España. També jugà a Correcaminos UAT, Universitario i Cartaginés.
Trajectòria com a entrenador:
- 2012: Necaxa (assistent)
- 2012: Pumas San Isidro
- 2013–: Motagua Reserves